# زمین‌لرزه ۱۹۷۰ گدیز
زمین‌لرزه گدیز  در تاریخ ۲۸ مارس ۱۹۷۰ میلادی، برابر با ‎۸ فروردین ۱۳۴۹، ساعت ۲۱:۰۲:۲۵ به زمان یوتی‌سی در ترکیه ، منطقه گدیز رخ داد. ژرفای این زلزله ۲۴٫۴ کیلومتر بود. بزرگی آن ۶٫۹ در مقیاس Mw اعلام شده‌است. زمین‌لرزه به وقت محلی در روز شنبه، ساعت ۲۳ روی داده و منطقه زمانی آن یوتی‌سی +۲ بوده‌است (با لحاظ تغییر ساعت تابستانی).
سازمان زمین‌شناسی آمریکا نیز جای این زمین‌لرزه را در مختصات ۳۹°۰۶′شمالی ۲۹°۲۴′شرقی / ۳۹٫۱°شمالی ۲۹٫۴°شرقی و بزرگی آنرا برابر با ۷٫۳ در مقیاس ریشتر اعلام کرده‌است. ژرفای گزارش شده از سوی این سازمان ۲۰ کیلومتر می‌باشد.
شمار کشتگان زلزله حدود ۱۰۸۶ نفر بوده‌است.تعداد زخمیان ۱۱۷۴ نفر برآورده شده‌است.